# Гвоздика жёсткая
Гвозди́ка жёсткая (лат. Dianthus rigidus) — вид двудольных растений рода Гвоздика (Dianthus) семейства Гвоздичные (Caryophyllaceae). Впервые описан немецко-российским ботаником Фёдором Кондратьевичем Биберштейном.
Синонимичное название — Tunica rigida Raf..

## Распространение
Распространена в России и Казахстане. В России участки произрастания растения отмечены в европейской части страны, в Челябинской, Новосибирской и Омской областях.

## Ботаническое описание
Листья простые. Цветки пятилепестковые. Плод — коробочка.

## Замечания по охране
Включена в Красные книги Саратовской и Ульяновской областей. На территории Западно-Казахстанской области (Казахстан) считается редким видом.